# Jan Hendrik Pliester
Jan Hendrik Pliester (Werth, 2 september 1756 – Terborg, 2 december 1822) was kerkmeester in Terborg, landschrijver van de Hoogheid Wisch, richter van de marke van Wisch, burgemeester van de gemeente Terborg en schout van de gemeente Wisch (1818-1822).

## Familie
De stamreeks van de familie begint met Matthias Pliester, hagepreker, vanaf 1610 de eerste reformierte (calvinistische) predikant in Holten, Duitsland, destijds in het hertogdom Kleef, thans een stadsdeel van Oberhausen.
De vader van Jan Hendrik was Matthias Pliester (Hamminkeln, 28 december 1725 – Silvolde, 8 augustus 1812). Hij trouwt 6 juni 1755 in Werth, Duitsland met Aaltjen van Huet (1730 - Etten, 10 augustus 1797). Zij worden op 4 november 1756 ingeschreven als lidmaat van de Maartenskerk in Etten, vanwege zijn aanstelling als schoolmeester, voorzanger en koster aldaar. In 1787 wordt de kerk gesplitst, zodat er in een apart gedeelte onderwijs gegeven kan worden. Later wordt hij ook genoemd als adjunct-landschrijver der Hoogheid Wisch en ontvanger van de Armenkorf te Terborg (1781 t/m 1808). Het echtpaar kreeg voor zover bekend een dochter en drie zoons, waaronder:
- Jan Hendrik Pliester (zie hierna)
- Coenraad Pliester, (Zeddam 1759 – Angerlo 1820), rentmeester van het Huis Bingerden. Zijn dochter Johanna Antonetta Aleida Pliester (Angerlo 1779 – aldaar 1802), trouwt op 21 juli 1797 met Jurien Jansen, (’s-Heerenberg 1773 – Angerlo 1838), rentmeester van Bingerden en van 1811-1838 burgemeester, maire en schout van Angerlo.

## Biografie
Jan Hendrik Pliester, (Werth, 2 september 1756 – Terborg, 2 december 1822) wonend in Etten, trouwt op 20 juli 1788 te Silvolde met Johanna Noij, (Silvolde, 22 februari 1766 – Eibergen, 31 maart 1840), dochter van Hendrik Willem Noij, Hij was bestuurlijk actief onder het stadhouderlijk bewind (tot 1795), tijdens de Bataafse Republiek (1795 - 1806), het Koninkrijk Holland (18106 - 1810), tijdens de annexatie door Frankrijk (1811 - 1813) en tijdens het Koninkrijk der Nederlanden (vanaf 1814). Van Pliester zijn de volgende functies bekend:
- Adjunct-kerkmeester (1798) en kerkmeester 1799-1807 van de kerk te Silvolde. De kerkmeester maakt elk jaar de rekeningen op van de kerk en legt deze ter goedkeuring voor aan de drosten van Wisch.
- Landschrijver de Hoogheid Wisch 1805 - 1807. De landschrijver is een ambtenaar, die optreedt in verschillende rollen, zoals plaatsvervangend drost en als griffier bij strafprocessen.
- Burgemeester van de gemeente Terborg 1816 - 1817. De voormalige Hoogheid Wisch werd, na de annexatie door Frankrijk, omgezet in de mairie Terborg. In 1812 werd hiervan het kerspel Varsseveld afgescheiden en tot zelfstandige mairie verheven. Beide marieën vormden samen het kanton Terborg. Na de verdrijving der Fransen eind 1814 werd het hoofd van de gemeente, zowel in de steden als op het platteland, aangeduid als burgemeester.
- Provisioneel markerichter 1815-1818. De markerichter behartigde de belangen van de geërfden van Wisch (grootgrondbezitters) m.u.v. Terborg.
- Schout van Wisch 1818-1822. Het Reglement op het bestuur ten plattelande voor Gelderland, dat op 1-1-1818 van kracht werd, verenigde beide gemeenten Terborg en Varsseveld tot één schoutambt Wisch. In 1825 werd een nieuw Reglement van kracht waarbij definitief de burgemeester aan het hoofd van het gemeentebestuur kwam te staan.

Het echtpaar krijgt vier dochters en vier zoons, waarvan we hier noemen:
- Gesinus (Etten 1799-Zevenaar 1869), trouwde in 1843 met Anna Maria Deurvorst, een  nichtje van Jan Hendrik Deurvorst, notaris te Herwen en Aerdt 1823-1832, notaris te Zevenaar 1832-1869, kantonrechter-plv. te Zevenaar 1839-1869.
- Matthias (Terborg 1804-Gendringen 1874), trouwde in 1835 met Lucia Adriana van Son van Tengnagell, notaris te Gendringen 1834-1875.

Jan Hendrik Pliester overlijdt op 2 december 1822 in Terborg, op 66-jarige leeftijd. Hij wordt opgevolgd door Jan Hendrik Deurvorst. Zijn echtgenote Johanna Noij gaat daarna inwonen bij haar dochter Henriëtte Florentia in Eibergen, geb. Etten 29 september 1793, die getrouwd is met de belastingcommies Wicher Kat. Daar overlijdt zij, op 31 maart 1840, 74 jaar oud.